# William Eckert
William Dole Eckert (né le 20 janvier 1909 à Freeport, Illinois, États-Unis et mort le 16 avril 1971 à Freeport, Bahamas) est un lieutenant général de l'United States Air Force et l'ancien commissaire des Ligues majeures de baseball.
Eckert succède en 1965 à Ford Frick comme commissaire du baseball. Il est le 4e à occuper ce poste. De la liste de candidats à la succession de Frick, les 20 propriétaires de clubs du baseball majeur ont à choisir entre des personnalités déjà connues dans les ligues Nationale et Américaine de baseball, ou une personnalité issue d'un autre champ d'activité. C'est cette dernière option qui est choisie et Eckert est élu par un vote unanime le 17 novembre 1965. Son passé militaire et le fait qu'il soit virtuellement inconnu des médias au moment de sa nomination amènent certains journalistes à le surnommer « le soldat inconnu ». 
Son règne de commissaire est bref. Il prend fin en 1968, alors qu'une grève des joueurs semble se dessiner et que les propriétaires d'équipes n'ont pas confiance en Eckert pour mener les négociations. Il est aussi critiqué durant ses années de commissaire pour avoir refusé d'annuler ou remettre des matchs après les assassinats de John F. Kennedy et Martin Luther King.
Eckert a déployé des efforts pour mieux faire connaître le baseball hors des États-Unis. Il organise notamment une tournée des Dodgers de Los Angeles au Japon en 1966.
Bowie Kuhn lui succède en 1968 au poste de commissaire.
Eckert meurt à Freeport, aux Bahamas, le 16 avril 1971 après avoir subi un malaise sur un court de tennis.